# 陳彥霖死亡事件
陳彥霖死亡事件是於2019年9月在香港發生的一宗死亡懸案，案件引起社會廣泛爭議。

## 簡介
2019年9月22日，有人於九龍油塘魔鬼山一帶海面發現一具全身赤裸的浮屍。死者身份其後確認為就讀於調景嶺青年學院（國際課程）的職專國際文憑（設計）的15歲少女陳彥霖。警方調查後認為其死因無可疑，並於10月11日的警方例行記者會交代陳彥霖的遺體已經火化。社會廣泛質疑，認為案件很大機會是他殺，又認為其死因是與她曾參與反送中運動有關。10月17日中午，青年學院所屬辦學機構職業訓練局發出公開信要求盡快召開死因裁判法庭釐清該校陳同學的死因。
同日傍晚6時半的無綫新聞播出獨家訪問片段，一名自稱陳彥霖母親的何女士表示認為女兒是自杀。何女士公開呼籲大眾不要再揣測陳彥霖的死因，放過她們一家人，好讓女兒安息，翌日《大公報》及《文匯報》在頭版報道陳彥霖死於自殺。其後又有本地、臺灣及外國媒體指控何女士並非陳彥霖的母親。根據死因庭傳召負責作親子鑑證的化驗師衛永剛博士在2020年9月1日供稱，警方在2020年7月獲得何姵誼的口腔拭紙，與死者的DNA對比後，兩人的DNA吻合，可確認出庭作供的何姵誼與死者是母女關係。何姵誼亦於死因庭確認她曾接受TVB訪問談及事件。而在11月12日由香港民意研究所公佈一項有過千名香港市民参与的民意調查顯示有76.2%受訪市民支持召開死因庭就陳彥霖的死因進行聆訊。
2020年9月11日，死因庭作出裁決，兩男三女組成的陪審團一致裁定陳彥霖死因存疑，認為屍體腐化不能確定其死因，同時無法得知受傷及死亡的地點及時間。

## 事件經過

### 個人背景
2004年7月，陳彥霖生於屯門醫院，她的母親何姵誼在十八歲的時候未婚的時候而誕下她的，直到女兒的三歲時，因為何的男友吸毒和打她，而決定帶同女兒離開。何稱她與彥霖經常聯絡，彥霖會告訴她拍拖，在旁人眼中猶如兩姊妹。兩人有時會為彥霖不上學爭執，但彥霖之後會主動和好。何又披露彥霖曾五次離家出走。
陳彥霖生前曾就讀佛教榮茵學校、博愛醫院鄧佩瓊紀念中學和職訓局（VTC），是青年學院（國際課程）職專國際文憑（設計）的學生。陳彥霖是一名游泳健將，學校報告顯示陳彥霖曾在校際游泳比賽中獲獎。陳曾參加跳水隊，一度接受定期跳水訓練。
2019年2月，陳彥霖與伍紹剛成為筆友，通過書信往來溝通，及後成為男友。3月，陳彥霖在女童院曾用膠袋笠頭企圖自殺，又試過頭撞牆壁，當時神智清醒，及後入院，之後曾情緒不穩及逃出醫院。逃走的一個月期間，陳彥霖沒有與家人聯絡，事後才知道她期間曾做「陪酒」。5月，陳彥霖被警方尋獲後，再度被判入女童院。
6月，香港爆發反送中運動，陳彥霖曾多次參與示威活動，但並未向男友提及過，只談及巿民被警暴所傷「好慘」。
7月，陳彥霖與伍紹剛二人第一次見面時。到第二次見面時，二人關係曖昧，介乎男女朋友之間。8月11日，陳彥霖到尖沙咀買蛋糕，替堂姐慶祝生日，但當日受催淚彈影響，感到不舒服，及後到九龍灣吃了一口朋友給的大麻。陳彥霖翌日到塘福懲教所探望男友，當時說話問非所答，狀態有異。陳之後不願離開，直至男友父親伍錦雄到達才願意離開。當晚，陳在東涌幫助反修例人士派傳單。二人之後在荃灣吃飯，陳當時就如曾經吸毒，她及後返回東涌。
8月13日中午，陳探訪男友後與外公返回東涌，但之後又截的士回到塘福懲教所。當日，陳在塘福外踢傷女警被捕，後被控襲警。她在警署時的行徑奇怪，猶如「黐咗線（瘋了一樣）」，走來走去、自言自語，但彥霖其後表示對於事件無印象。8月14日，陳彥霖被送到女童院時，手腳有瘀痕，陳彥霖稱是由手銬造成，院所遂要求警方將其送往醫院驗傷。她被送到醫院後大吵大鬧，又表示「我唔知，但有把聲叫我咁做」。
8月15日，陳彥霖被送回女童院單獨囚禁。8月18日，陳彥霖開始情緒不穩，行為不正。翌日，陳彥霖神智變得混亂，又破壞女童院設施。院方報警後，陳彥霖見到警察後情緒更趨激動，不斷以粗口鬧人，並將頭撞向玻璃窗至少七次。陳彥霖最終被送往醫院，警員離開後曾聽到一男一女聲音批評她。她開始自殘，開始撼頭埋牆及咬手臂，但否認真正想死，「搞事」是為了去醫院。

### 失蹤前夕
9月15日，陳彥霖寫了生前最後一封信給伍紹剛。9月18日晚上，陳彥霖不斷收拾房間至9月19日凌晨5點多，又聲稱「有人喺度騷擾我，同我傾計，唔俾我瞓」。當日早上，陳彥霖外公晨運後在車站看到彥霖，又見到她穿吊帶衫，問她「你著呢啲衫返學？（你穿這些裝束上學？）」
9月19日下午2時15分，陳彥霖與一趙姓同學一同放學，原定在美孚站下車但沒有，二人遂分開，10分鐘後傳短訊給友人稱正在回家。警員李豪傑供稱，從閉路電視見到陳彥霖下午5點半現身調景嶺站A2出口，7點11分身處善明邨入口，也是她最後一次露面，其後向彩明街方向行去。都會駅商場閉路電視片段顯示陳彥霖7點5分經商場行到善明邨。晚上7時22至23分，彥霖先站在港鐵站入口四望，其後走入站內，最後看到她循B出口向前行。的士司機周泰來表示，陳彥霖傍晚在知專另一個門口截的士，當時她赤腳和綁辮，並表示要去康城緻藍天，最終在緻藍天旁的地盤下車，該處距離海邊近二百米，位置偏僻。不過途人和閉路電視沒有見到或拍攝到彥霖的身影。
在職業訓練局青年學院閉路電視中看到，陳彥霖在9月19日晚上將財物放在學校內，然後赤腳走向海濱公園方向。港鐵證實有清潔工人於9月19日傍晚在調景嶺站A出口附近地面，發現陳彥霖的手機及文具。車站職員根據手機電話簿聯絡陳的家人，陳的家屬於兩日後到車站領回失物。香港知專設計學院高級主任梁寶怡表示，兩名年輕男女在9月19日晚上於院校發現彥霖的身份證及學生證、非陳彥霖本人的八達通、粉紅色iPhone、以及一本印有「唔好貪得意，大麻咪亂試（不要鬧著玩，大麻別亂試）」的小冊子等。
9月20日，陳彥霖原定上庭，但沒有出現，亦沒有上學。其家人於9月21日報警。

### 浮屍海面
9月22日上午10時至11時，市民劉賢佳與兒子出海釣魚時發現魔鬼山對出約100米海面，有一具疑似人形物體，「肚漲」向上、左手疊在肚上，懷疑有人遇溺，及後發現是浮屍，遂報警求助。警方接報後在中午12時多到場，水警輪撈起一具身份不明、全裸的女浮屍，屍體已出現屍斑及屍僵，估計已死亡十二小時以上，案件交由東區警區刑事調查隊負責。
9月25日凌晨，Telegram群組及LIHKG討論區開始張貼陳彥霖的尋人啟事。

### 案件曝光
10月5日，警方回覆蘋果日報的查詢，經初步調查相信油塘的浮屍為一名15歲失蹤女童，歲數與陳彥霖吻合，10月9日再度獲確認。
10月11日，蘋果日報頭版報道陳彥霖死訊，引述友人稱對陳懷疑遇溺身亡感到詫異。報導引起民間極大迴響，市民普遍認為死因有可疑，甚至有坊間傳言表示陳是被警察所謀殺。同日，警方澄清陳彥霖死因是自殺，死因無可疑，而且遺體已經火化。警察公共關係科署理總警司江永祥在記者會上指陳彥霖被解剖後，身上並沒有發現表面傷痕或性侵跡象。江永祥指陳彥霖並沒有在反送中運動中被拘捕，但將以個人私隱為由拒絕透露陳彥霖以前是否曾被拘捕。

### 自稱陳母受訪
10月17日晚上6時半，無綫新聞於《六點半新聞報道》播出自稱「陳彥霖母親」何女士的訪問片段，訪問罕有地由無綫新聞部總監黃淑明親自出馬，鏡頭顯示中的何女士戴了口罩，樣貌亦被遮蓋，她聲稱自己相信陳彥霖「是自殺，不是被殺」。何女士又說自己曾經一度懷疑女兒的死因，後來一直有同警方跟進著，當時閉路電視片段看到陳彥霖的神情是有異樣的，又表示懷疑她受思覺失調困擾，她曾向醫生反映，但醫生說陳彥霖只是反叛，沒有思覺失調或情緒有問題。何女士又指，女兒於6月曾有份去派有關修例活動的文宣，但7月已表示不想去，因為覺得已「變質」，不再外出。何女士又聲稱陳彥霖在8月曾經到塘福懲教所探望男朋友後情緒失控，放聲大哭，並與到場的女警發生衝突，她又聲稱女兒曾向朋友表示希望重新出發，並開始修讀職訓局青年學院課程。
對於有指女兒曾中催淚彈，何女士則稱當時女兒是到尖沙咀購物，買蛋糕予同事，並非參予反送中運動，最後何女士說自己一家人已經很慘，公開請求大眾不要再揣測或追查陳彥霖的死因，希望大眾放過她們一家人，讓事件得以平息，翌日獲大公報及文匯報頭版報道。
「陳母」何女士在訪問中認為女兒有思覺失調，但何女士在訪問中又稱在8月時醫生診斷女兒沒有情緒問題，只是性格較為反叛，而陳母聲稱陳女有思覺失調也受到作家顏擇雅質疑，作家顏擇雅認為陳母不可能比醫生的判斷專業，由於思覺失調多發生在成年後，但陳女只有15歲，而此症必須長期服藥及由醫生持續跟進，況且思覺失調惡化到自殺前的數月必然性格大變，陳彥霖如患有思覺失調是不可能只有陳母察覺。在何女士的獨家專訪播出後，蘋果日報引述多位沒有透露姓名的陳彥霖朋友稱，陳彥霖生前未有提及自己有情緒問題，又稱陳彥霖在8月10日曾透過Instagram找朋友一起訂購黑色上衣供示威時穿著，8月11日又曾用揚聲器在尖沙嘴呼籲示威者冷靜，並於翌日告訴友人曾經在尖沙嘴「發夢（示威）」。
何女士稱陳彥霖在7月之後便沒有參與反送中運動，但陳彥霖生前曾在其個人臉書發放一段自拍短片，短片中的陳彥霖表示自己好辛苦，她懷疑自己剛剛中催淚彈，她稱要留守找現場警察指揮官理論，她又表示會與「手足」（示威者）共進退，她又稱你們有事，我會陪住你們，因為我都是香港人，又呼籲將短片以不同形式轉發出去。對於陳彥霖生前發放的短片，何女士則稱陳彥霖當時只是到尖沙咀買蛋糕給同事。
10月18日，MyRadio節目《天地友政氣》以「真假陳彥霖母親？」作為主題，節目中社運人士吳子明聲稱自己認識陳彥霖親母「Ho Pui Yee」及其兄長何先生，曾協助他們張貼尋人啟事、找尋陳彥霖。他稱該名接受無綫電視訪問、自稱陳彥霖母親的「何小姐」是假的，陳彥霖真實的母親和舅父早已失去聯絡。而南韓KBS電視台找來陳彥霖的親密朋友接受訪問，她說自己認識陳彥霖母親，並且指出TVB入面的何女士是假冒，並非陳彥霖母親，她指真人聲音絕對不像何女士這麼沙啞，完全是另一把聲音。另外有報道揭發陳彥霖在今年中秋節前曾於其個人臉書展示她與母親的合照，不只一張，清楚顯示她母親在兩個月前是短髮，但在10月中接受無綫電視獨家專訪，戴上口罩及樣貌被遮蓋的何女士，其頭髮卻長到要束成馬尾辮，一般女子的頭髮不可能長得這麼快，此事隨即惹來廣泛質疑，有網民直言「頭髮長超快，破世界紀錄」，因頭髮長度在兩個月內神速增長，網民質疑接受專訪女士的真正身份。

## 社會質疑
由於陳彥霖在反送中運動期間死亡，而警隊不斷被指向年輕人濫打濫捕，其死因引发大量质疑，令學界集會要求警方及相關組織公開事件真相。

### 附近環境難以自殺
根據警方的公佈，陳彥霖是在將軍澳海濱公園跳海自盡。由知专往海滨公园路面多处修路，而且大部份地方因建築工程而被封闭，赤脚走过必定受伤。海提与防波石间相距道一米、加上护栏超过两米、无法不受伤而距越。至于小码头长期有人在钓鱼，難以相信没有目击者。而且將军澳海湾正填海、经常为一潭死水，湾内工程船甚多，海流难以把屍体带到魔鬼山一带。而且陳在海中被撈起時全身赤裸，死狀可疑。

### 陳生前無意自殺
陳彥霖的堂姐陳芷君指，彥霖沒有透露曾與人爭執或自殘念頭。屯門兒童及青少年院女童部、社署助理社會福利主任黃燕麗也認為彥霖是因為不想入住女童院才傷害自己，沒有自殘傾向，只想逃出女童院。青山醫院駐診醫生歐陽穎賢沒有發現陳彥霖有自殺及暴力行為。男友伍紹剛指，陳彥霖從未向他表達過自殺念頭，但她經常在信中透露不開心，令他擔心彥霖傷害自己。

### 僅能判斷彥霖遺體浸入水中
據陳彥霖的驗屍報告，她兩邊肺積水量不一，相差近500毫升。只有左胸腔情況符合遇溺的特徵，不過右胸腔液體含量不符合。資深法醫馬宣立不能肯定是否遇溺而死。

### 屍體迅速火化且改調查方向
蘋果日報報導，陳彥霖的遺體於10月10日早上出殯及火葬，陳彥霖母親和少量親屬出席葬禮，倉卒火化更令市民懷疑事件來龍去脈。《蘋果日報》在10月16日報導，警方曾於9月27日向法院申請搜查令，向香港知專設計學院校舍附近地點索取9月19日下午3時後的閉路電視片段。據了解當時搜查令上表明，索取的閉路電視片段是用作調查一宗謀殺案。不過，警方於幾日後再發信索取閉路電視片段，但改稱案件是「屍體發現」案。警方無回應傳聞。而警方兩度澄清為自殺案後，仍未釋除市民疑慮。
水警陳國榮供稱指揮官文惠長初步認為死因有可疑，但文惠長及後強調無法判斷死因有無可疑。文惠長又認為衣服有可能因屍體發脹時撐爛或被海浪沖走，所以未發現懷疑屬於陳彥霖的衣服或其他證物。

### 警方被指禁謀殺調查
11月12日，韓國公共媒體韓國放送公社（KBS）播出的香港「反送中」運動特輯中，採訪了一名要求匿名且蒙面的香港警員，他指出示威者被性侵而遭調查的個案至少有2宗，而且都得到醫護人員證實，但實際數字更多，還有一些示威者遭警員虐打，他又指出在陳彥霖事件上，因為全裸浮屍的個案太罕見，故警方最初是以「謀殺」方向調查，但後來卻無故遭強行更改為「屍體發現」，更強行禁止內部以「謀殺」方向調查。
台灣學者范世平指出，韓國放送公社是韓國的「準官方媒體」，且受到大部分韓國人信任，具有相當的公信力。他認為連韓國放送公社的報導都證明香港警察有性侵「反送中」的參與者，則對警察性侵的指控絕非是無的放矢。

### 陳疑被中共殺害
流亡海外的中國商人郭文貴於2019年10月21日直播聲稱，有香港火葬場的朋友掌握情報確定陳彥霖女士死於他殺，郭又指香港目前已經戒嚴，只是沒有公告。死者被殺涉及香港警察和解放軍駐港部隊的殘害和毀屍滅跡，其手上亦握有關鍵證據，又指肯定陳是被中共殺害，原計畫從樓上拋下來，製造跳樓身亡的假象，最終改將陳彥霖屍體扔至大海中，隨後將其火化，郭還稱香港的火葬場至少有20人未被標註姓名而被火化，而後來所謂的陳彥霖母親指稱自己女兒精神不正常、女兒自殺等「全部都是中共的安排」。

### 其他質疑
在事件曝光前，有人在連登討論區说有一名叫陈X霖的女孩被警方杀害。網民推测此人知道内情，不然不会猜到两个字。另外陈是游泳健將，而且生性开朗，難以溺斃自盡。
陳彥霖生前曾經自拍錄像，她疑似在示威期間吸入催淚彈氣體，稱要留守現場找警察指揮官理論，又稱「你有事我會陪你，我是香港人」。而她手提電話的SIM卡在死後亦不知去向。

## 各方反應

### 要求公開閉路電視
2019年10月14日上午，大批學生及街坊到香港知專設計學院舉辦悼念活動，同時要求校方交出陳彥霖出事當日（即9月19日）的閉路電視錄影片段。下午4時，校方容許學生排隊分批進入放映室觀看兩段片段，學生隨即發現片段有可疑，時間記錄一度跳前跳後，懷疑片段曾經被剪接。學生非常不滿，要求副校長出來交代。後來校方解釋，儲存閉路電視的硬碟在混亂間丟失，令學生情緒更激動，要求校方在當晚六點前交出完整的 CCTV 片段。大批學生在校園平台靜坐等候。
10月14日傍晚6時許，校方仍未交出滿意答覆。一批蒙面人在校園內大肆破壞，玻璃被打破，碎片散落一地，他們又在外牆以黑色油漆噴上「枉為人師」及「CCTV」等字句。校內警鐘響起，有灑水系統被破壞，不斷噴水。一小時後，數名消防員到場，該批蒙面人四散。
10月14日晚上，職業訓練局發出特別通告取消旗下多所位於調景嶺的院校15至17日的課堂。
該次事件是繼太子站事件後，再一次要求對方公開閉路電視片段的事件。

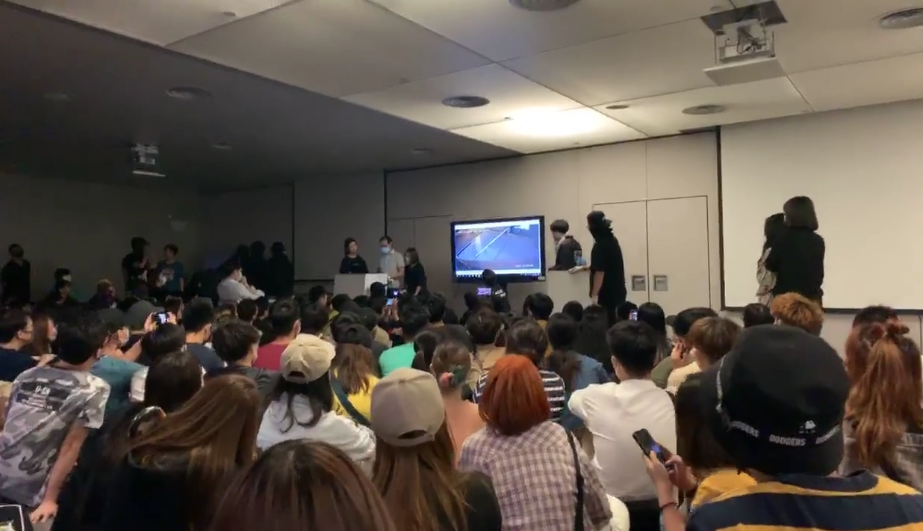
10月14日下午4時，校方容許學生進入放映室查看校方公開的閉路電視，了解當晚死者行蹤
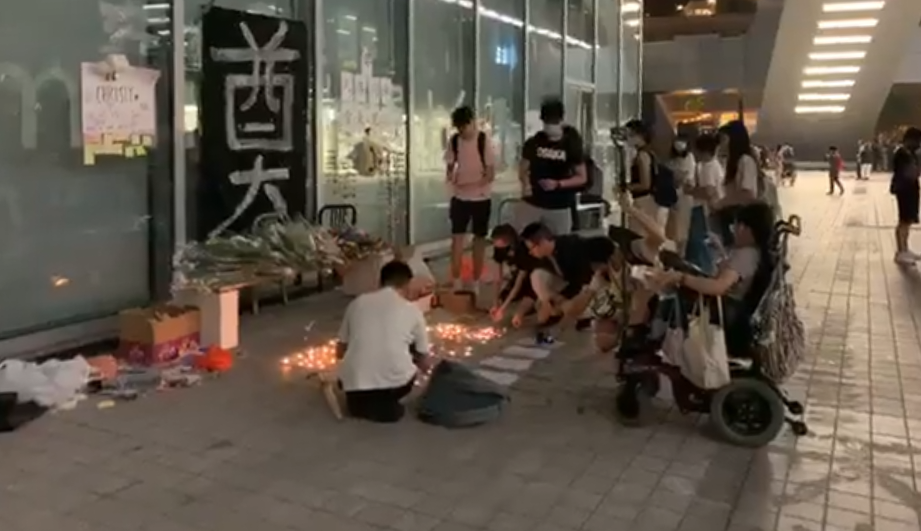
知專學院學生和市民到校內悼念陳彥霖
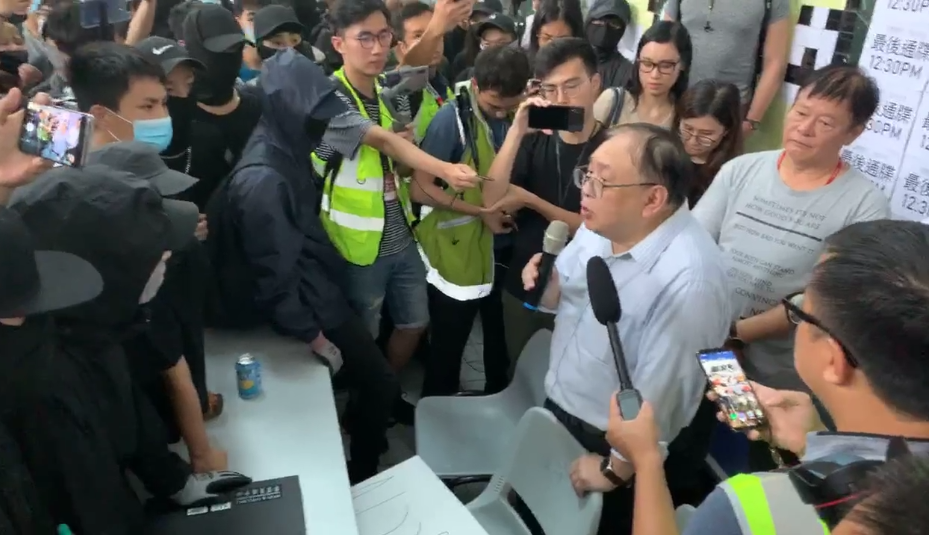
學生不滿校方只播放兩條片段
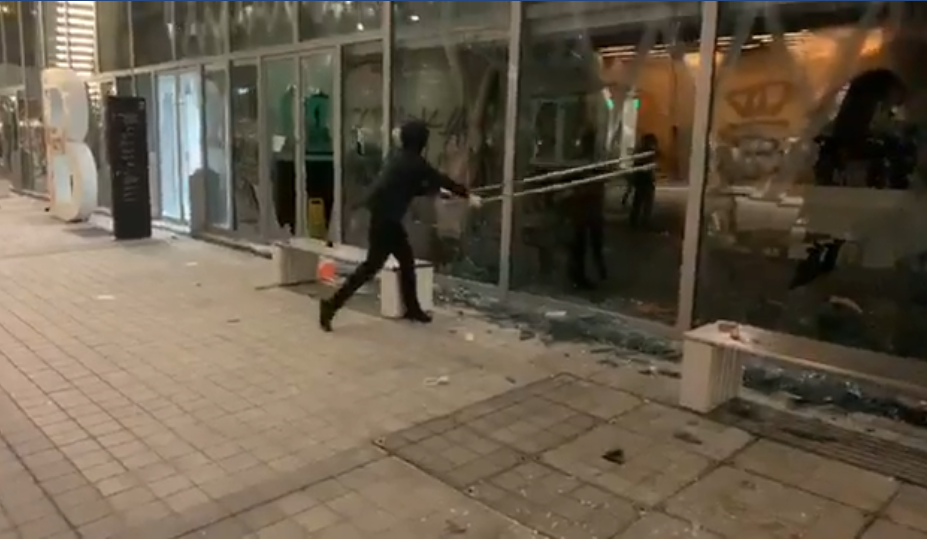
10月14日晚上，蒙面人在校園內打破玻璃
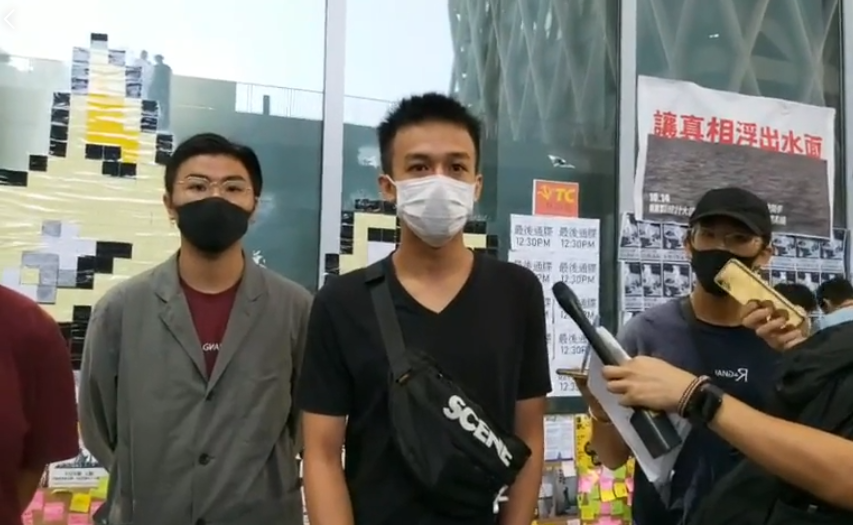
10月15日，知專就讀視覺傳意二年級的Black（化名）表示，稱目擊陳彥霖當晚離開校園後到港鐵調景嶺站
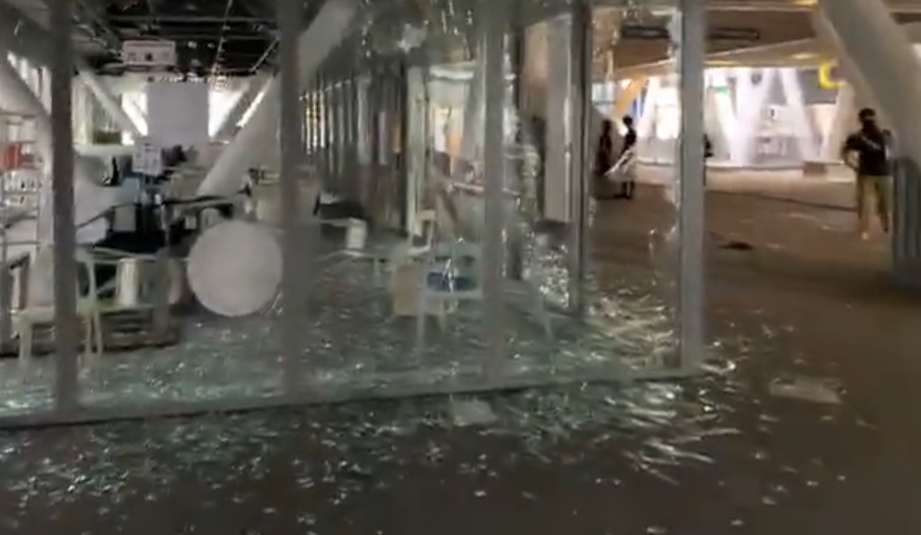
10月15日，知專7樓多處玻璃遭人打破

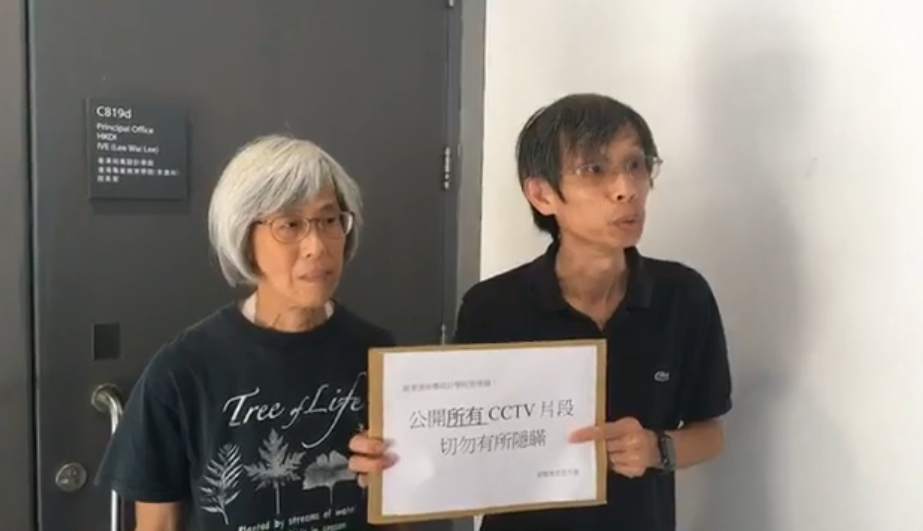
10月17日，銀髮族成員到調景嶺知專設計學院遞信請願

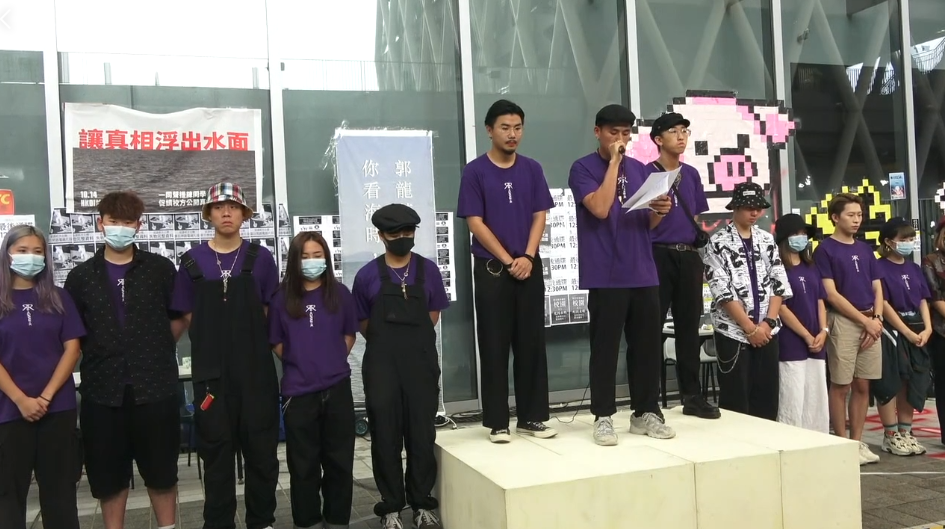
10月17日中午，知專學生會發起在校舍內舉行學界集會

10月17日中午，知專學生會發起在校舍地面知專設計大道舉行學界集會悼念，有近百人參加。學生會會長梁健榮質疑片段有疑點，呼籲校方對話及公開更多閉路電視片段。一批銀髮族也有到場聲援，並且遞信請願。
職訓局發表聲明，稱公開的閉路電視片段全屬真確，表示已保留閉路電視紀錄，同時指對近日校園設施受破壞感到非常痛心。局方強烈要求盡快召開死因庭調查，如果獲批准或豁免法律責任，願意公開全段閉路電視片段。
10月25日，將軍澳有市民發起人鏈活動，由香港知專設計學院開始伸延至將軍澳海邊，即陳彥霖生前走的最後一段路，以悼念陳彥霖，亦希望盡快召開死因庭確定陳彥霖死因。
10月29日下午二點，一批知專設計學院及身穿黑衣蒙面到香港知專設計學院圍堵校長王麗蓮，校長王麗蓮與學生對話時否認陳彥霖相關閉路電視有所隱瞞，期間有要求她倣效香港中文大學校長段崇智發譴責警方聲明，校長王麗蓮拒絕，遭到在場包圍及指罵，校長王麗蓮一度受驚落淚，報稱不適需送院，但大批仍然包圍救護車，一度阻止校長王麗蓮及救護車離開。下午三點起，只剩副校長黃偉祖與討論，再到學校大堂要求校方交代真相。下午五點，多名黑衣蒙面不滿校方回覆，破壞校內設施，觸發灑水系統。

### 赤腳遊行悼念及要求真相
2019年11月7日晚上，有網民發起「願我可再共你赤腳行」活動，悼念在9月22日被發現赤裸浮屍於海面的15歲少女陳彥霖，及質疑陳女的死因有可疑。多名身穿黑衣及蒙面的人士在調景嶺的知專設計學院外集合，有部分人脫去鞋子，赤腳步行往將軍澳海濱公園，近唐賢街的海邊。期間有市民高呼「帶緊彥霖返學校（在帶彥霖回學校）」，及高叫「知專交片，還我真相」等口號，亦有人高舉「光復香港，時代革命」的旗幟，並張貼標語及陳彥霖的照片，隊伍抵達海濱公園後陸續散去。

### 逝世五個月悼念會
有網民在2020年2月19日晚上於將軍澳尚德邨停車場地面，發起陳彥霖悼念會。至晚上8時許，有約70人前來悼念陳彥霖。現在所見，在地面停車場的牆身貼有陳彥霖，以及去年11月在尚德停車場墮斃的科技大學男生周梓樂的照片，參與悼念會的人士，在2人的照片前方燃點白色蠟燭及擺放鮮花，不少參與者站在路旁一言不發，神色哀傷。及至晚上9時許，眾人為死者默哀一分鐘，氣氛尚算平靜。

### 警方多次毁壞祭壇
2020年1月21日凌晨約3時許，約50名防暴警員與一輛垃圾車到達將軍澳尚德邨停車場對開紀念周梓樂及陳彥霖連儂牆，將其清理，兩人遺像，附近的鮮花、蠟燭、紀念品及連儂牆文宣一併被掃走，工人用垃圾車上的夾斗將大部份物品一併清走。數十名街坊聞訊趕到連儂牆，目擊連儂牆將被清理一空的情況，顯得不滿及激動。
2020年2月28日晚11時，大批防暴警察到尚德邨停車場2樓清拆周梓樂和陳彥霖的祭壇，用作悼念的紙張及便利貼被撕毁，散滿一地。同時將一些磚頭、氣油罐和玻璃樽等物品放進多架超市手推車內。防暴警員一度稱「我一定會尊重死者先。」防暴警到凌晨約12時離去。到2月29日早上，市民在該處重設祭壇，對警方的行為感到憤怒。

### 區議員動議休憩處改名

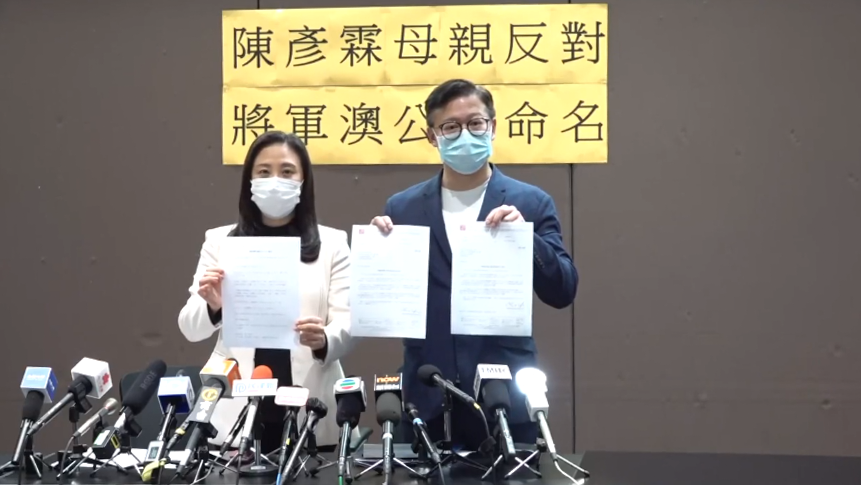
民建聯立法會議員葛珮帆和張國鈞召開記者會，指受陳彥霖母親委托，反對將軍澳公園命名為「陳彥霖紀念公園」

西貢區議會民主派區議員陸平才和柯耀林在2020年2月25日動議，要求把將軍澳唐明街休憩處改名為「周梓樂紀念公園」以及將軍澳72區調景嶺公園的休憩設施命名為「陳彥霖紀念公園」，以紀念首位於反修例警民衝突現場附近喪命的香港人，並使用區議會撥款於園內增設如紀念碑、以「周梓樂事件」、「陳彥霖事件」和「反修例事件」為題材的壁畫，以及在園內增設社區連儂牆。
但民建聯立法會議員葛珮帆及張國鈞在3月2日表示，受陳彥霖母親委托召開記者會發表公開信，反對將軍澳公園命名為陳彥霖紀念公園，認為動議從未徵詢過其家人意願。
3月3日，西貢區議員葉子祈以行為方式斥責陸平才和柯耀林的動議，並向代表民主派向家屬和受影響的人道歉。將軍澳民生關注組的區議員李嘉睿指在席所有民主派議員都係靠食人血饅頭先入到會議廳。
最終主席鍾錦麟決定動用區議會主席權力，提出暫停討論動議，最終在16票贊成、13票反對下通過，議案中止討論，意味議案短期內不會再交區議會處理。

### 流水式集會悼念

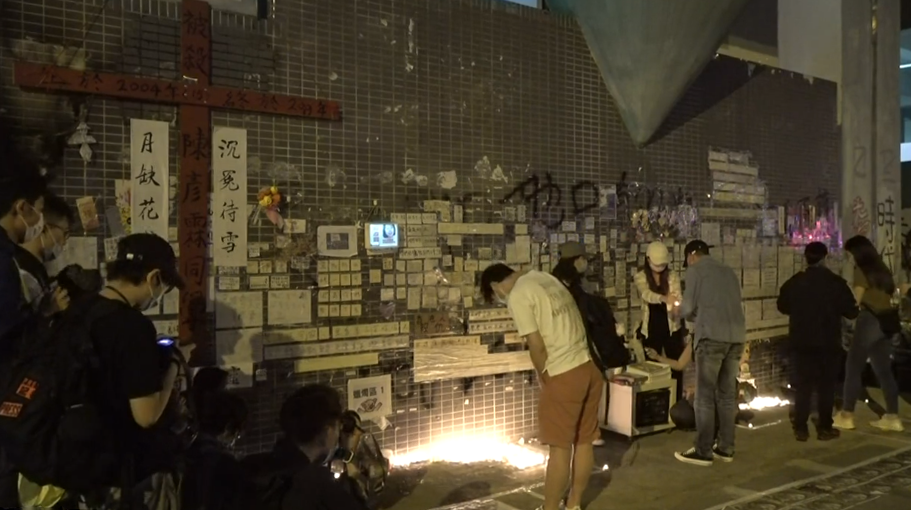
2020年3月22日尚德邨停車場外的悼念現場

網民於2020年3月22日晚上7時在將軍澳尚德邨停車場，知專設計學院外和觀塘海濱花園發起流水式悼念陳彥霖同學逝世半週年，放下白色鮮花及亮起燭光。由於警方下午5時已經進行嚴密部署，派出大批防暴警察戒備，故參與人數不多，氣氛大致和平。惟觀塘海濱花園舉行悼念會期間，多名警員突然衝向現場，並截查一名市民，有軍裝警察一度拿出胡椒噴霧指向市民，其後警員離開。

## 死因研訊

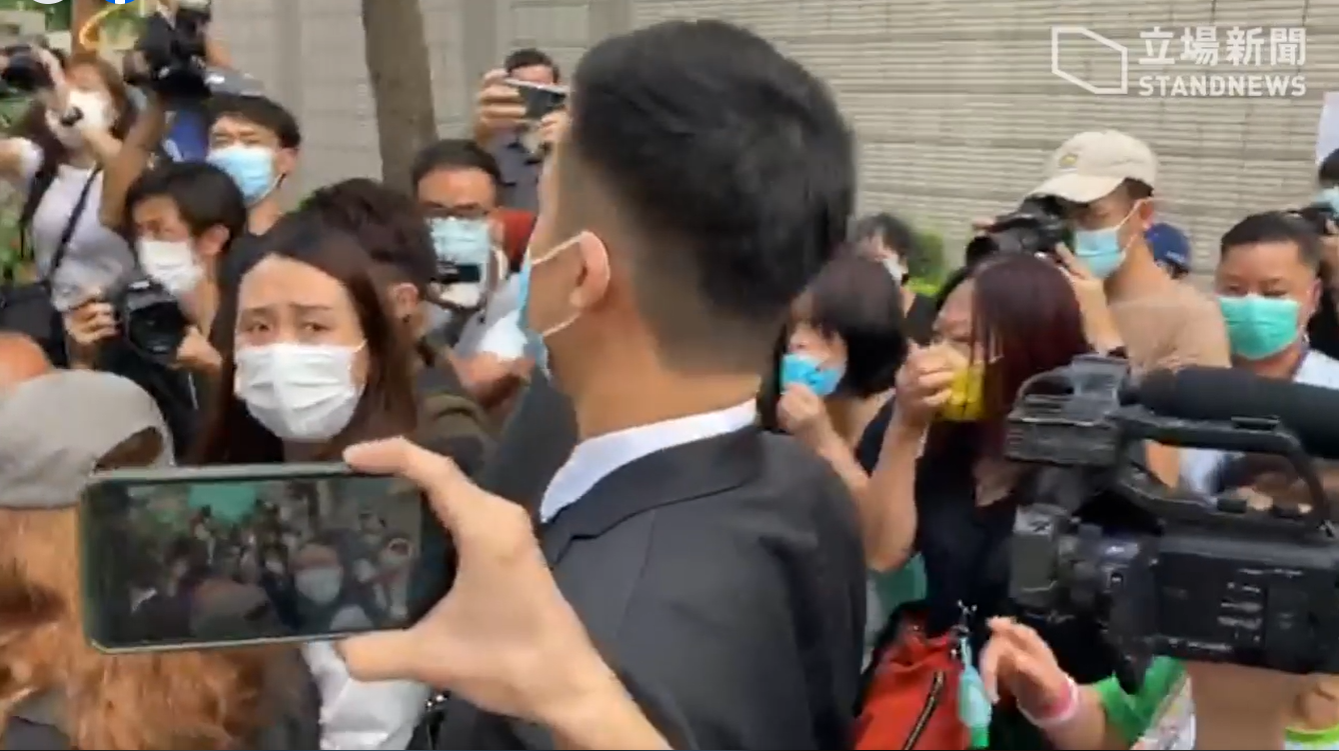
何姵誼（圖左面向鏡頭戴白口罩）離開法院時被大批市民追罵和質疑是假冒

香港民意研究所在2019年11月12日公佈「我們香港人」滾動民意調查的報告，在1,050位受訪者中，有76.2%受訪者認為政府須要就職業訓練局學生陳彥霖的死因交由死因庭召開死因聆訊。香港城市大學專上學院社會科學院講師黃志偉認為結果反映出市民對政府及執法機關的不信任。
死因裁判法庭最終在2020年8月24日就陳彥琳死亡事件展開研訊。

### 陳彥霖家人被滋擾
警方於2020年8月25日拘捕1男1女，涉嫌違反「在公眾地方作出擾亂秩序的行為」罪，8月27日於西九龍裁判法院提堂。首被告，經常出現於「和你lunch」活動，人稱「Lunch哥」的17歲學生李國永被捕後聲稱呼吸困難、頭痛，在明愛醫院留醫，未能應訊，裁判官押後至9月1日或他出院時到庭應訊，期間交由警方看管。次被告，65歲退休人士賴瑞英被帶往法庭應訊，裁判官准以2000元保釋外出，不可接觸死因研訊的所有證人，交出所有旅遊證件，期間不得離港、每周到警署報到2次等。其後首被告於同日下午出院提堂，獲准以現金2000元保釋，期間不准離開香港，交出所有旅遊證件，並在指定地址居住，每周到警署報到兩次，亦不准接觸陳彥霖死因研訊的證人。
兩人被控於8月24日在西九龍法院大樓地下公眾區，向陳彥霖的母親何姵誼、外公何潤來及堂姐陳芷君作出喧嘩或擾亂秩序的行為，及使用辱罵性的言詞，有關行為相當可能導致社會安寧受破壞。控方申請押後至10月8日再訊，以待警方作進一步檢查，包括翻查現場閉路電視片段。
警方深水埗警區刑事總督察張樂泉在案件簡報會上表示，此案另通緝同案至少7名在逃人士，她們是年約40至60歲的女子。重申騷擾證人是嚴重罪行，令證人驚恐，嚴重影響法治，被滋擾人士是死因研訊案件中死者的家屬，張樂泉批評有關行為卑劣和涼薄。

### 裁決
現職為香港大學病理學系首席臨牀講師的法證專家馬宣立，以專家證人身份作供時表示不同意衛生署法醫指陳彥霖可能死於溺斃的結論，馬宣立稱陳彥霖被發現時全裸，但她失蹤前有穿衣服，而內衣褲普遍都較貼身，不易鬆脫及被水沖脫。馬宣立指出任何人失足落水，其自然反應是盡量呼吸，過程中會吸水入肺，但陳彥霖的肺部重量較溺斃者輕，沒有溺斃者的積水，她的胃部只有10毫升澱粉狀物，沒有溺水者吞下的水，所以跳海自殺及溺斃的說法極為可疑。馬宣立提到法醫有時會為死者進行矽藻測試，即用顯微鏡檢驗體內有沒有藻類生物，如果死者下水時仍有能力呼吸，可能會吸入海水的藻類，但衛生署法醫李毓樺早前稱香港的水域沒有藻類，所以沒有為死者做藻類檢驗，這樣便不能確定死者是溺斃及不能比對出死者落水的地點。
2020年9月11日，經過了11日的聆訊、傳召32位證人後，由裁判官引導2男3女陪審團，高官指，陪審團可作出12種裁斷結果，但法庭不會給予所有選項。他續道，若要裁定死於非法被殺或者自殺，須達至毫無合理疑點，惟此案的證供未能達至此標準。案中無任何證供指彥霖受襲致死、被下藥物或毒物、與人結怨，或者參加活動而招到人身威脅，故陪審團不必考慮彥霖是否非法被殺。至於自殺，裁判官認為彥霖死前約一個月的狀況與此不相符，所以陪審團亦不必考慮彥霖是否自殺。若然陪審團推斷彥霖是自行下水並遇溺身亡，便應裁定死於意外；如未能確認，則是死因存疑。
陪審團在退庭商議4小時後，裁定彥霖於2019年9月19日晚上至20日受傷及死亡，由於屍體腐爛，未能確定死因，一致裁定其死因存疑。死因裁判官高偉雄表示，他讓陪審團排除了「非法被殺」和「自殺」兩種裁決，他解釋指「非法自殺」須在毫無合理疑點下才能作判決，但案件沒有證供顯示陳受傷致死、與任何人有爭議或仇怨、因參與活動而令她感到人身安全受到威脅，而病理報告亦未顯示陳彥霖生前受任何藥物影響，因此排除「自殺」裁決。陪審團裁定就陳彥霖的17項判決，裁定她最後現身於調景嶺港鐵站，但未能確定她是否有登上的士、如的士司機所說前往日出康城緻藍天、康城街近巴士總站的地方下車。她的遺體被發現時全身赤裸，陪審團裁定彥霖在進入海中時身上沒有穿著任何衣物，但未能判定是否溺斃。
研訊中曾呈堂的證物，除了彥霖的黑色及粉紅色iPhone外，其餘證物法庭存檔。其中黑色iPhone歸回陳母，但因粉紅色iPhone未能解鎖，高官指示該電話將保存在法庭一年，待警方有新的解鎖技術，若成功解鎖，屆時高官會再審視電話內容，及要求警方進一步調查。醫管局回覆表示，知悉死因庭的裁決，會詳細研究和跟進建議。衞生署則指，法醫服務知悉有關建議，會因應個別個案的情況及需要採用合適的方法協助判斷死因，並會根據最新的科研證據不時檢視相關方法。警方已知悉死因庭的裁決，並會研究法庭日後頒下的判詞，以決定適當的跟進。

## 外部連結
- 香港網絡大典上的相关条目：陳彥霖身亡事件